# Triššúr
Triššúr (malajálamsky തൃശ്ശൂര്‍) je město v Kérale, jednom ze svazových států Indie. K roku 2011 mělo přes 315 tisíc obyvatel, tedy bylo pátým nejlidnatějším v Kérale, a bylo správním střediskem stejnojmenného okresu.
Město je významné svým jarním hinduistickým svátkem Triššúr púram.

## Poloha
Triššúr leží ve vnitrozemí Kéraly za Malabárským pobřežím, přibližně sedmnáct kilometrů západně od Arabského moře. Nejbližší větší město v okolí je Kóčin přibližně 55 kilometrů jižně.

## Dějiny
Před začleněním do Kéraly v roce 1956 byl Triššúr součástí svazového státu Travankúr–Kóčin a ještě předtím knížecího státu Kóčin.